# Szczerbiki
Szczerbiki – kolonia w Polsce położona w województwie lubelskim, w powiecie zamojskim, w gminie Komarów-Osada.
W latach 1975–1998 miejscowość należała administracyjnie do województwa zamojskiego.
Od północy graniczy z kolonią Tuczapy, wchodzi w skład sołectwa Tuczapy.